# Alexis Bledel
Kimberly Alexis Bledel (Houston, 16 settembre 1981) è un'attrice e modella statunitense.
Conosciuta per aver interpretato il ruolo di Rory Gilmore nella serie televisiva Una mamma per amica, nel 2017 si è aggiudicata un Premio Emmy per la sua partecipazione alla serie televisiva The Handmaid's Tale.

## Biografia

### Primi anni
Kimberly Alexis Bledel nasce in Texas da Martin Bledel, argentino di nascita, ma di origini danesi e tedesche, e Nanette, statunitense, vissuta a lungo in Messico. Parla lo spagnolo come lingua madre e l'inglese come seconda lingua, imparata a scuola.
Già all'età di 8 anni, sotto la spinta dei genitori, inizia a recitare in teatro perché troppo timida. Partecipa così alle produzioni locali di Piccola città e Il meraviglioso mago di Oz prima di essere scoperta in un centro commerciale da un talent scout che le offre un lavoro come modella. È stata in particolare la modella di riferimento del brand Onyx. Frequenta la St. Agnes Academy a Houston, il Page Parkes Center for Modeling and Acting e per un anno la Tisch School of the Arts della New York University. Poco prima di entrare nel cast di Una mamma per amica, gira uno spot sociale televisivo contro l'alcolismo.

### Carriera

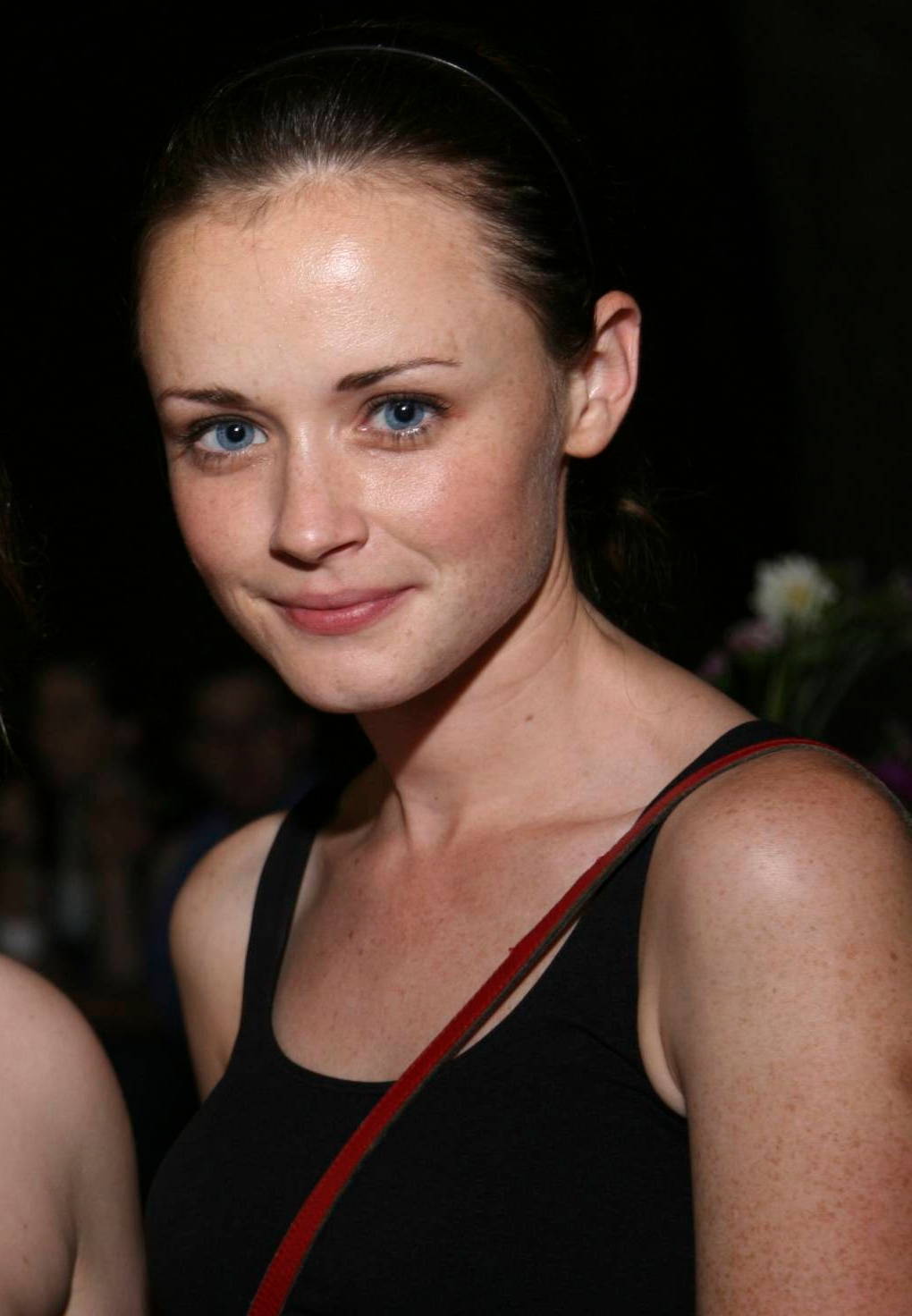
Alexis Bledel nel giugno 2008

Debutta in TV nel 2000 con la serie televisiva della Warner Bros. Una mamma per amica, in cui interpreta il ruolo di Rory Gilmore, la brillante ma timida figlia adolescente concepita a 16 anni da una madre single, Lorelai Gilmore (interpretata da Lauren Graham), con la quale vive un rapporto di grande simbiosi. Durante le prime stagioni, Rory frequenta le scuole superiori e vive con la madre nella pittoresca città di Stars Hollow; in seguito frequenta l'Università di Yale e si trasferisce nel dormitorio del college. Dato che odia il caffè, ma il suo personaggio Rory Gilmore ne è schiava, durante le riprese della serie TV, l'attrice si fa riempire le tazze di Coca-Cola.
Nel 2002 viene votata come una delle "25 celebrità più sexy sotto i 25 anni" su Teen People. Nel 2003 appare nel ruolo di protagonista nel video del singolo She's Gonna Break Soon dei Less Than Jake. Il singolo arriva alla posizione numero 39 delle classifica del Regno Unito. Nel 2005 partecipa al film 4 amiche e un paio di jeans, basato sull'omonimo libro di Ann Brashares, interpretando il ruolo di Lena Kaligaris, una talentuosa artista che grazie a dei jeans riesce a preservare l'amicizia con le sue tre migliori amiche.
Nel 2005 fa un'apparizione nel ruolo di Becky, una prostituta, nel film Sin City a proposito del quale dichiara: "Becky è una vera e propria prostituta professionista. Ha con sé una pistola ed è una ragazza tosta con tutti". Nonostante il suo aspetto "da dura", Becky dà l'impressione di essere una ragazza insicura, a causa della sua giovane età e della forte relazione con la madre, cui tiene segreta la vera professione che esercita. Sin City è girato completamente in bianco e nero, ma con alcuni sprazzi di colore che evidenziano ogni tanto un singolo particolare, come un vestito rosso, del sangue o un intero personaggio giallo. Nel caso di Becky, solo gli occhi, di un intenso azzurro, rimangono colorati: il regista Robert Rodriguez afferma di aver trovato i suoi occhi "così straordinari da doverli mantenere blu nel film".
Nell'estate 2007 gira 4 amiche e un paio di jeans 2. Nel 2009 recita in Laureata... e adesso?, che narra di una giovane laureata costretta a tornare a vivere nella casa d'infanzia con la sua eccentrica famiglia mentre sta cercando un lavoro, il ragazzo giusto e alcune dritte per la sua vita. Nel 2013 recita nei film Botte di fortuna e The Letters. Nel 2012 partecipa alla serie televisiva Mad Men. Nel 2013 i bookmakers la danno tra le favorite per il ruolo di protagonista femminile del film Cinquanta sfumature di grigio, tratto dall'omonimo romanzo, best seller in tutto il mondo, ma il ruolo va poi a Dakota Johnson.
Nel 2015 è nel cast di Jenny's Wedding, diretta da Mary Agnes Donoghue, pellicola su una coppia gay in cui la protagonista non ha mai raccontato della sua omosessualità alla propria famiglia, ma quando decide di sposarsi con la sua ragazza, ha un confronto con i suoi genitori.
Nel 2016 torna ad interpretare il ruolo di Rory Gilmore nel sequel, di 4 episodi, Una mamma per amica - Di nuovo insieme.
Nel 2017 ha un ruolo nella serie TV di Hulu, The Handmaid's Tale, per cui vince un Emmy nella categoria Best Guest Drama nello stesso anno.

### Vita privata
Nel giugno 2014 sposa l'attore Vincent Kartheiser, conosciuto sul set della serie televisiva Mad Men; la coppia ha un figlio nato nel 2015 e divorzia nel 2022.

## Filmografia

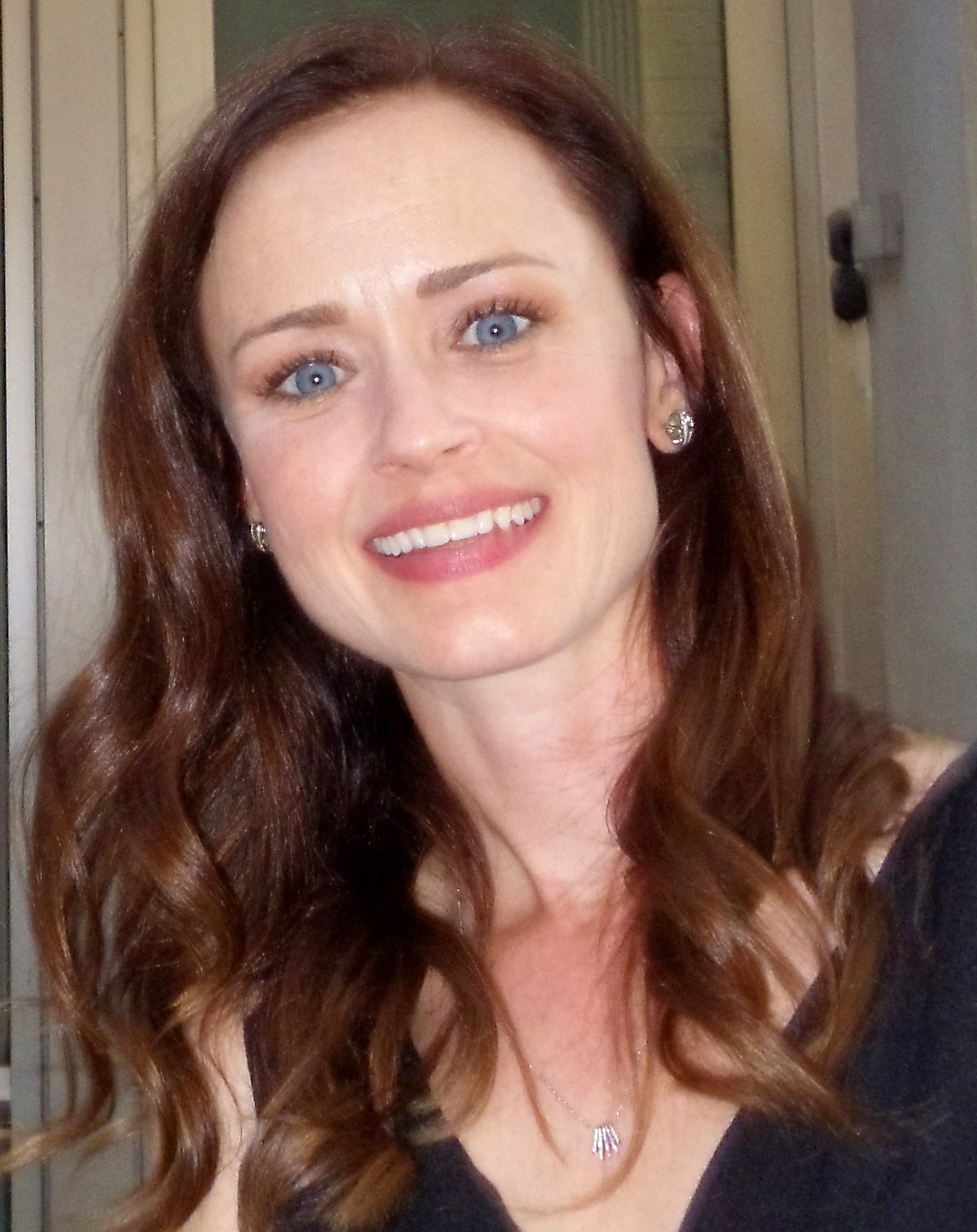
Alexis Bledel nel 2017

### Cinema
- Rushmore, regia di Wes Anderson (1998) – non accreditata
- Tuck Everlasting - Vivere per sempre (Tuck Everlasting), regia di Jay Russell (2002)
- Dysenchanted, regia di Terri Miller – cortometraggio (2004)
- Matrimoni e pregiudizi (Bride and Prejudice), regia di Gurinder Chadha (2004)
- The Orphan King, regia di Andrew Wilder (2005)
- Sin City, regia di Robert Rodriguez e Frank Miller (2005)
- 4 amiche e un paio di jeans (The Sisterhood of the Traveling Pants), regia di Ken Kwapis (2005)
- I'm Reed Fish, regia di Zackary Adler (2006)
- Capitan Zoom - Accademia per supereroi (Zoom), regia di Peter Hewitt (2006) – non accreditata
- Life Is Short, regia di Riki Lindhome e Dori Oskowitz – cortometraggio (2006)
- 4 amiche e un paio di jeans 2 (The Sisterhood of the Traveling Pants 2), regia di Sanaa Hamri (2008)
- Laureata... e adesso? (Post Grad), regia di Vicky Jenson (2009)
- The Good Guy, regia di Julio DePietro (2009)
- The Ballad of G.I. Joe, regia di Daniel Strange – cortometraggio (2009)
- The Conspirator, regia di Robert Redford (2010)
- The Kate Logan Affair, regia di Noël Mitrani (2010)
- Girl Walks Into a Bar, regia di Sebastian Gutierrez (2011)
- Violet & Daisy, regia di Geoffrey Fletcher (2011)
- Botte di fortuna (The Brass Teapot), regia di Ramaa Mosley (2012)
- Verso la fine del mondo (Parts Per Billion), regia di Brian Horiuchi (2014)
- Outliving Emily, regia di Eric Weber (2014)
- Jenny's Wedding, regia di Mary Agnes Donoghue (2015)
- Emily & Tim, regia di Sean Devaney e Eric Weber (2015)
- Crypto, regia di John Stalber Jr. (2019)

### Televisione
- Una mamma per amica (Gilmore Girls) – serie TV, 153 episodi (2000-2007)
- E.R. - Medici in prima linea (ER) – serie TV, episodio 15x22 (2009)
- Mad Men – serie TV, episodi 5x08-5x09-5x13 (2012)
- Ricordami ancora (Remember Sunday), regia di Jeff Bleckner – film TV (2013)
- Us & Them – serie TV, 7 episodi (2013-2014)
- Motive – serie TV, episodio 3x03 (2015)
- Una mamma per amica - Di nuovo insieme (Gilmore Girls: A Year in the Life) – miniserie TV, 4 episodi (2016)
- The Handmaid's Tale – serie TV, 20 episodi (2017-2021)

## Riconoscimenti
- Family Television Awards
  - 2002 – Miglior attrice per Una mamma per amica
- Premio Emmy
  - 2017 – Miglior attrice guest star in una serie drammatica per The Handmaid's Tale
  - 2018 – Candidatura alla miglior attrice non protagonista in una serie drammatica per The Handmaid's Tale[14]

## Doppiatrici italiane
Nelle versioni in italiano dei suoi film, Alexis Bledel è stata doppiata da:
- Myriam Catania in Una mamma per amica, 4 amiche e un paio di jeans 2, Una mamma per amica - Di nuovo insieme, Jenny's Wedding
- Federica De Bortoli in Tuck Everlasting - Vivere per sempre, Sin City, Una mamma per amica (ep 6x03-14), Ricordami ancora
- Ilaria Latini in 4 amiche e un paio di jeans, ER - Medici in prima linea, Laureata... e adesso?
- Perla Liberatori in The Good Guy
- Valentina Mari in The Conspirator
- Selvaggia Quattrini in Botte di fortuna
- Katia Sorrentino in Crypto
- Giò Giò Rapattoni in Mad Men
- Francesca Manicone in Motive
- Ilaria Silvestri in The Handmaid's Tale